# Stygocyathura fijiensis
Stygocyathura fijiensis är en kräftdjursart som först beskrevs av Wägele, Coleman och Hosse 1987.  Stygocyathura fijiensis ingår i släktet Stygocyathura och familjen Anthuridae. Inga underarter finns listade i Catalogue of Life.